# 人間中心主義
人間中心主義（にんげんちゅうしんしゅぎ、英語: anthropocentrism）とは、自然環境は人間によって利用されるために存在するという信念のことである。

## 概要
自然環境は人間が利用するための存在である、もしくは人間がもっとも進化した存在であるという人間中心主義 (anthropocentrism) は、一般に環境倫理学などの観点から非難された信念であるが、人権思想や人道的立場などから社会工学的信条を批判するためのヒューマニズムの訳語として使われる文脈が存在する。しかしここでは前者についての説明を行う。
もともと環境倫理学の人間中心主義についての議論は、ピンショーの自然保護の原則が、人間の経済的利益の確保のために自然を合理的に管理することに焦点があったことに対して、J・ミューアが美的鑑賞の対象としても自然を在るがままの状態に保持しようという形で対立したことにある。一般的には前者の保全conservationが政策的には支持されているが、後者の保護の立場からディープ・エコロジーやガイア理論などの議論が生じ、非人間中心主義の道が模索されるようになった。
人類学においては、1920年代まで進化主義や社会進化論の影響のもと人間中心主義が存在したとされる。
現在では、深刻な環境問題の顕在化の中で、形而上学的な議論ではなく、「環境プラグマティズム」の主張線上のいわば拡大版人間主義で収斂しつつある。

## ユダヤ・キリスト教の創造観
ユダヤ教、キリスト教の創造観は、旧約聖書の創世記に述べられている。その中で神は人間に対して、「産めよ、増えよ、地に満ちて地を従わせよ。海の魚、空の鳥、地の上を這う生き物をすべて支配せよ」と命じている。この「従わせよ」や「支配せよ」は穏やか過ぎる訳語であり、ヘブライ語の原語「kabash」は「鞭打って血を流してでも従わせる」といえるような強い言葉である。聖書を、「人間は自然を支配することを神から許されている」と歪曲してきたユダヤ・キリスト教が文明を築く中で、自然破壊が進んできた。
しばしばアブラハムの宗教における曲解が、近代社会における人間中心主義の根源であるとされる。しかし東洋においても獣や虫に関わる言葉を他民族に当てはめる自民族中心主義は存在する。

## 人権
人間中心主義は、自然権的な人権の考え方の基礎になっている。というのも自然権、人権がなぜ人に与えられるのかということを考える時、人間中心主義的な立場を取ればその理由を単に「人間であるから人権を有する」とすることができる。
例として、哲学者のモーティマー・J・アドラーは全ての人間は、人間であるがゆえに平等であり、彼らに共通する人間性において平等に扱われるべきであり、それを論拠にする以上はいかなる不当な差別も支持できないだろうと考え、この哲学が崩壊すれば如何なる道徳も奪われ、専制政治になりかねないと主張する。
作家であり、人間中心主義の擁護者であるディスカバリー研究所のウェスリー・J・スミスは、人間の例外主義こそが、人間同士の義務、自然界に対する義務、そして動物を人道的に扱う義務等を生むとも考えた。動物愛護イデオロギーを批評した『A Rat is a Pig is a Dog is a Boy』によれば、「私たち人間は、倫理的な問題を考え、責任を負うことのできる唯一の種であり、疑いようもなく特殊な種であると語る。そしてもっと簡潔に言えば、人であることが動物を人道的に扱うことを義務付けるものでないとすれば、いったいなにが動物の人道的に扱うのだろうか」と言う問いを投げかけ、人間中心主義と、動物の権利のつながりを語った。

## 認知心理学的観点
認知心理学では、人間中心主義的思考という用語は「なじみのない生物学的な種やプロセスについて、人間との類推によって推論する傾向」と定義されている。類推による推論は魅力的な思考戦略であり、人間であるという自分の経験を他の生物学的システムに適用したくなることがある。例えば、死は一般的に好ましくないものであると 感じられているため、細胞レベルや自然界の他の場所での死 も同様に好ましくないものであると誤解したくなるかもしれな い（実際には、プログラムされた細胞死は不可欠な生理的 現象であり、生態系もまた死に依存している）。逆に、人間中心的な思考は、人間の特性を他の生 物に過小評価することにもつながる。例えば、昆虫のような人間とは大きく異なる動物は、生殖や血液循環といった特定の生物学的特徴を共有しないと誤って仮定したくなることがある。
人間中心的思考は、主に幼児（主に10歳まで）を対象に、生物学教育との関連性に関心を持つ発達心理学者によって研究されてきた。6歳の子どもは、ウサギ、バッタ、チューリップなど、（日本では）馴染みのない種に人間の特徴を見出すことが分かっている。それ以降の年齢での持続性については比較的あまり知られていないが、このような人間例外主義的思考パターンは、生物学の教育を受ける機会が増えた生徒の間でも、少なくとも成人期まで続く可能性があるという証拠が存在する。
人間中心主義的思考は生まれつきの人間の特性であるとい う考え方は、都市環境で育ったアメリカの子どもたちの研 究によって疑問視されており、彼らの間では、人間中心主義的思考 は後天的な視点として3歳から5歳の間に出現するようである [30]。より一般的に、農村環境で育った子どもは、異なる 種類の動物や植物に親しんでいるため、都市部の子どもよ りも人間中心的思考を用いないようである。南アメリカのウィチ族の子どもたちを対象とした研究では、分類学的類似性、生態学的考察、アニミスティックな伝統といった観点から生物について考える傾向が見られ、その結果、西洋社会の多くの子どもたちが経験するよりも、自然界に対する人間中心的な見方がはるかに少ないことが示された。